# Gunzburgo (distrito)
Gunzburgo (em alemão: Günzburg) é um distrito da Alemanha, localizado na região administrativa da Suábia, estado de Baviera.

## Cidades e Municípios
- Cidades

1. Burgau
2. Gunzburgo
3. Ichenhausen
4. Krumbach
5. Leipheim
6. Thannhausen

- Municípios

1. Aichen
2. Aletshausen
3. Balzhausen
4. Bibertal
5. Breitenthal
6. Bubesheim
7. Burtenbach
8. Deisenhausen
9. Dürrlauingen
10. Ebershausen
11. Ellzee
12. Gundremmingen
13. Haldenwang
14. Jettingen-Scheppach
15. Kammeltal
16. Kötz
17. Landensberg
18. Münsterhausen
19. Neuburg an der Kammel
20. Offingen
21. Rettenbach
22. Röfingen
23. Ursberg
24. Waldstetten
25. Waltenhausen
26. Wiesenbach
27. Winterbach
28. Ziemetshausen